# ناحیه موما
ناحیه موما (به لاتین: Momsky District) یک منطقهٔ مسکونی در روسیه است که در یاقوتستان واقع شده‌است.